# 代恩特峰
46°37′16″N 10°17′27″E / 46.6212°N 10.2908°E

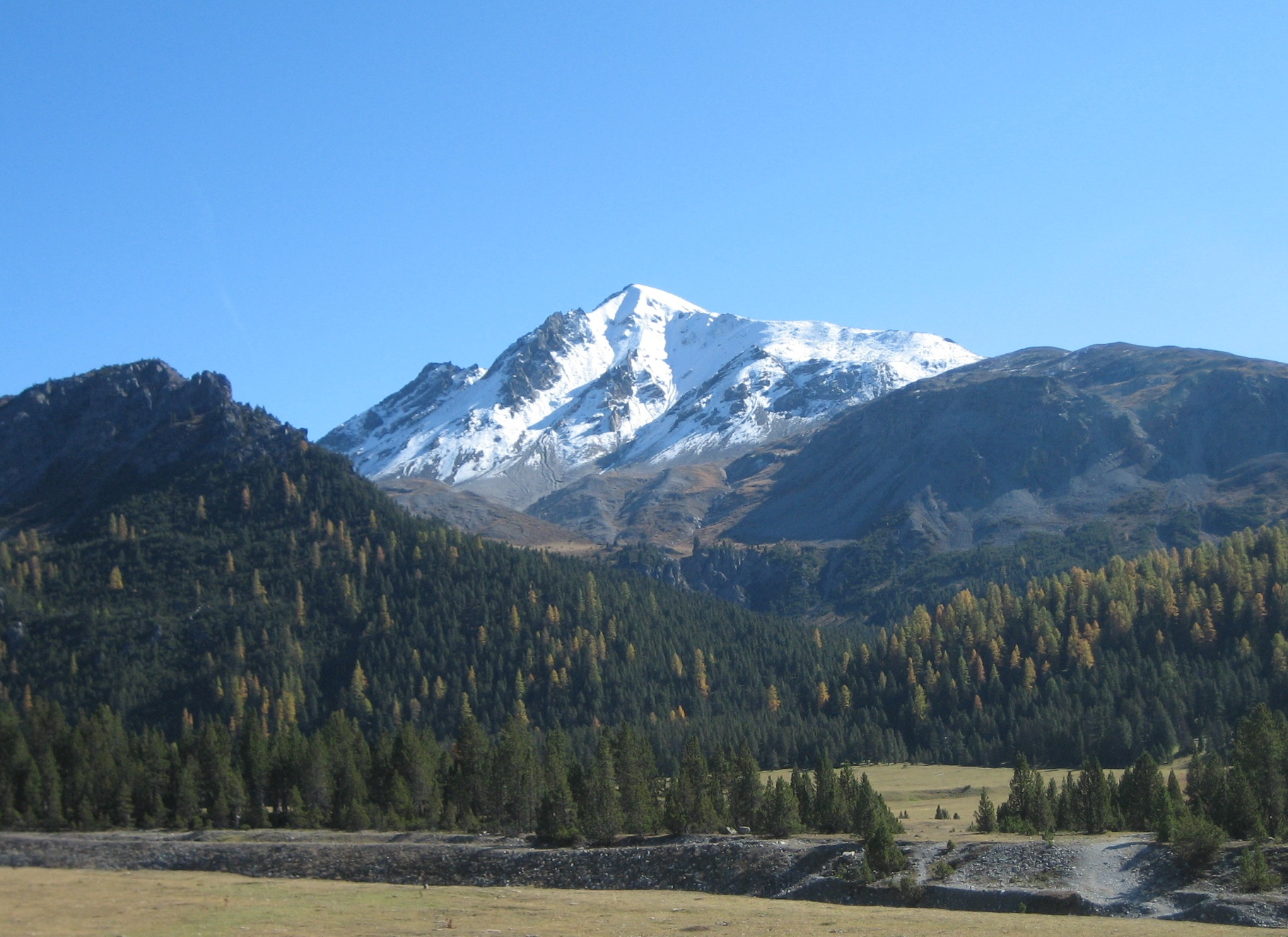

代恩特峰（發音：[pits ˈdajnt]）是瑞士格勞賓登州的山峰，位於該國東部，屬於奥特莱斯山的一部分，海拔高度2,968米，每年平均降雨量1,367毫米。